# Portoricaanse hutia
De Portoricaanse hutia (Isolobodon portoricensis)  is een uitgestorven zoogdier uit de familie van de hutia's (Capromyidae). De wetenschappelijke naam van de soort werd voor het eerst geldig gepubliceerd door Allen in 1916.

## Voorkomen
De soort kwam voor in Haïti en de Dominicaanse Republiek.